# Трэп-метал
Трэп-метал (англ. trap metal, также известный как ragecore, hardcore trap, industrial trap и scream trap) — фьюжн-жанр, который сочетает в себе элементы трэп-музыки и метала, а также элементы других жанров, таких как индастриал и ню-метал. Он характеризуется искаженными битами, речитативом из хип-хопа, жестким вокалом и низко настроенными гитарами. Bones был отмечен Kerrang! как один из самых ранних музыкантов этого жанра, делавший треки в стиле трэп-метал начиная с 2014 года. Британский рэпер Scarlxrd часто ассоциируется с этим жанром и считается пионером трэп-метала. WQHT описали одноимённый мини-альбом OG Maco 2014 года как часть раннего развития жанра. Другие исполнители связанные с трэп-металом — Dropout Kings, Bone Crew, Prxjek, Ghostemane, ZillaKami, Fever 333, Ho99o9, City Morgue, Rico Nasty, $uicideboy$, также к жанру можно отнести раннее творчество таких исполнителей, как XXXTentacion, 6ix9ine и Ski Mask the Slump God.
Некоторые исполнители, такие как Ho99o9, ZillaKami и 6ix9ine также находятся под влиянием хардкор-панка, в то время как музыка Ghostemane содержит элементы готического рока и эмо.